# Altensteig
Altensteig er en by i Landkreis Calw i den tyske delstat Baden-Württemberg.

## Geografi
Altensteig ligger ved floden Nagold, der er en biflod til Enz og ved den østlige kant af det nordlige Schwarzwald. Stuttgart er49 km og Baden-Baden 33 km væk (luftlinje). Byen ligger ved Naturpark Schwarzwald Mitte/Nord.

### Inddeling
Til byen Altensteig hører de tidligere kommuner Altensteigdorf, Berneck, Garrweiler, Hornberg, Spielberg, Überberg, Walddorf og Wart.

## Historie
Altensteig nævnes første gang i 1085 . i 1280 hører den under Grevskabet Hohenberg. 1398 erhvervede markgreve Bernhard 1. af Baden byen. 1603 kom Altensteig under Hertugdømmet Württemberg og blev sæde for Amtet Altensteig, der i 1808 blev ændret til Oberamt Altensteig. Efter kun to år blev Oberamtet nedlagt og Altensteig kom under Oberamt Nagold.

## Venskabsbyer
- Butte, Montana, USA
- Bourg-Saint-Maurice, Savoye, Frankrig

- Altensteiger Slot
- Altensteiger Slot
- Værtshuset Bäck-Schwarz
- Kong Wilhelms bænk fra 11. Juli 1862
- Altensteiger  julefakkel
- Brønd med Altensteigers byvåben
- Evangelisk kirke
- Det indre af kirken